# Stemmops questus
Stemmops questus là một loài nhện trong họ Theridiidae.
Loài này thuộc chi Stemmops. Stemmops questus được Herbert Walter Levi miêu tả năm 1955.

## Hình ảnh